# Puerto de Asdod
El Puerto de Asdod (en hebreo: נמל אשדוד) es uno de los dos puertos de carga principales de Israel. El puerto está ubicado en Asdod, a unos 40 kilómetros al sur de Tel Aviv, junto a la desembocadura del río Laquis. Su establecimiento ha mejorado significativamente la capacidad portuaria del país. Es un importante punto de entrada tanto para carga y turistas dentro y fuera de Israel, así como para equipos militares importados. Los buques que transportan ayuda humanitaria a la Franja de Gaza también descargan su carga en el puerto. La necesidad de abrir otro puerto de aguas profundas surgió en los primeros años de Israel, cuando quedó claro que la expansión de los puertos existentes de Haifa y Eilat no podía asegurar el manejo eficiente del creciente volumen de cargas de exportación e importación.